# Кубок Бразилії з футболу 2025
Кубок Бразилії з футболу 2025 — 37-й розіграш кубкового футбольного турніру у Бразилії. Титул кубка захищає Фламенгу.

## Календар
| Раунд        | Дата                       | Матчі | Клуби   |
| ------------ | -------------------------- | ----- | ------- |
| Перший раунд | 18–28 лютого 2025          | 40    | 92 → 52 |
| Другий раунд | 5–14 березня 2025          | 20    | 52 → 32 |
| 1/16 фіналу  | 30 квітня – 23 травня 2025 | 32    | 32 → 16 |
| 1/8 фіналу   | 30 липня – 8 серпня 2025   | 16    | 16 → 8  |
| 1/4 фіналу   |                            | 8     | 8 → 4   |
| 1/2 фіналу   |                            | 4     | 4 → 2   |
| Фінал        |                            | 2     | 2 → 1   |

## 1/8 фіналу
| Команда 1                | Заг. | Команда 2               | 1-й матч | 2-й матч |
| ------------------------ | ---- | ----------------------- | -------- | -------- |
| 30 липня - 8 серпня 2025 |      |                         |          |          |
| Ботафого                 | :    | Ред Булл Брагантіно     | :        | :        |
| ССА Масейо (3)           | :    | Васко да Гама           | :        | :        |
| Крузейро                 | :    | КРБ (2)                 | :        | :        |
| Баїя                     | :    | Ретро (3)               | :        | :        |
| Корінтіанс               | :    | Палмейрас               | :        | :        |
| Інтернасьйонал           | :    | Флуміненсе              | :        | :        |
| Сан-Паулу                | :    | Атлетіку Паранаенсі (2) | :        | :        |
| Фламенгу                 | :    | Атлетіку Мінейру        | :        | :        |